# Monte Orsiera
Il Monte Orsiera (2.890 m s.l.m.) è una montagna delle Alpi Cozie che fa parte del Gruppo dell'Orsiera-Rocciavrè, all'interno dei comuni di Roure Chisone a Mattie (vicino a Fenestrelle).

## Caratteristiche

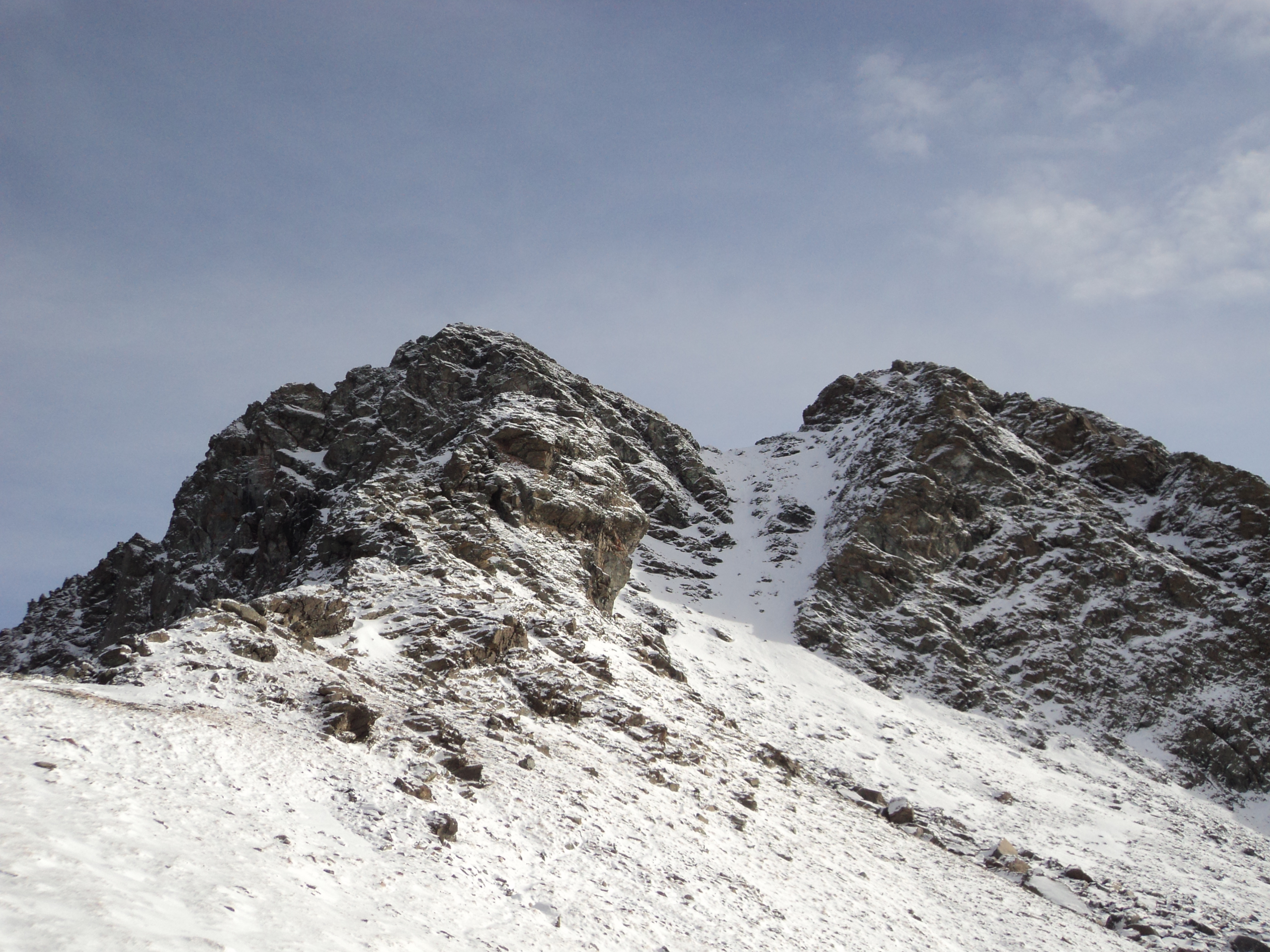
Vetta sud (a destra) e vetta nord (a sinistra) dal colle dell'Orsiera

Il monte Orsiera è la vetta principale del Gruppo dell'Orsiera-Rocciavrè. Tale gruppo è situato tra la val di Susa, la val Chisone e la val Sangone. Il gruppo montuoso è inserito nel parco naturale Orsiera - Rocciavrè, del quale il monte Orsiera è la vetta più alta: la vetta costituisce così un ottimo punto panoramico.
In cima alla montagna è collocato il punto geodetico trigonometrico dell'IGM codice 055088 denominato Monte Orsiera.
Dal punto di vista geologico, l'intera zona appartiene al gruppo delle pietre verdi di Gastaldi (calcescisti ofiolitiferi), risalenti al Trias-Giura; la matrice generale è costituita da calcescisti e filladi, mentre la vetta è costituita da prasiniti ed anfiboliti, con presenza poco distante di ampie zone di serpentiniti e serpentinoscisti.
La montagna si presenta come una cresta allungata, con fianchi rocciosi dirupati da entrambi i lati; dalla vetta, oltre alla cresta spartiacque principale tra la Val di Susa e la Val Chisone (qui orientata circa NE-SO), dirama una cresta secondaria verso Sud. La vetta presenta due punte distinte: cima nord (2890 m) e cima sud (2878 m).
L'accesso alla vetta non presenta difficoltà alpinistiche troppo elevate; è presumibile che sia quindi già stata raggiunta in passato, e non sono noti i nomi dei primi salitori.

## Accesso alla vetta

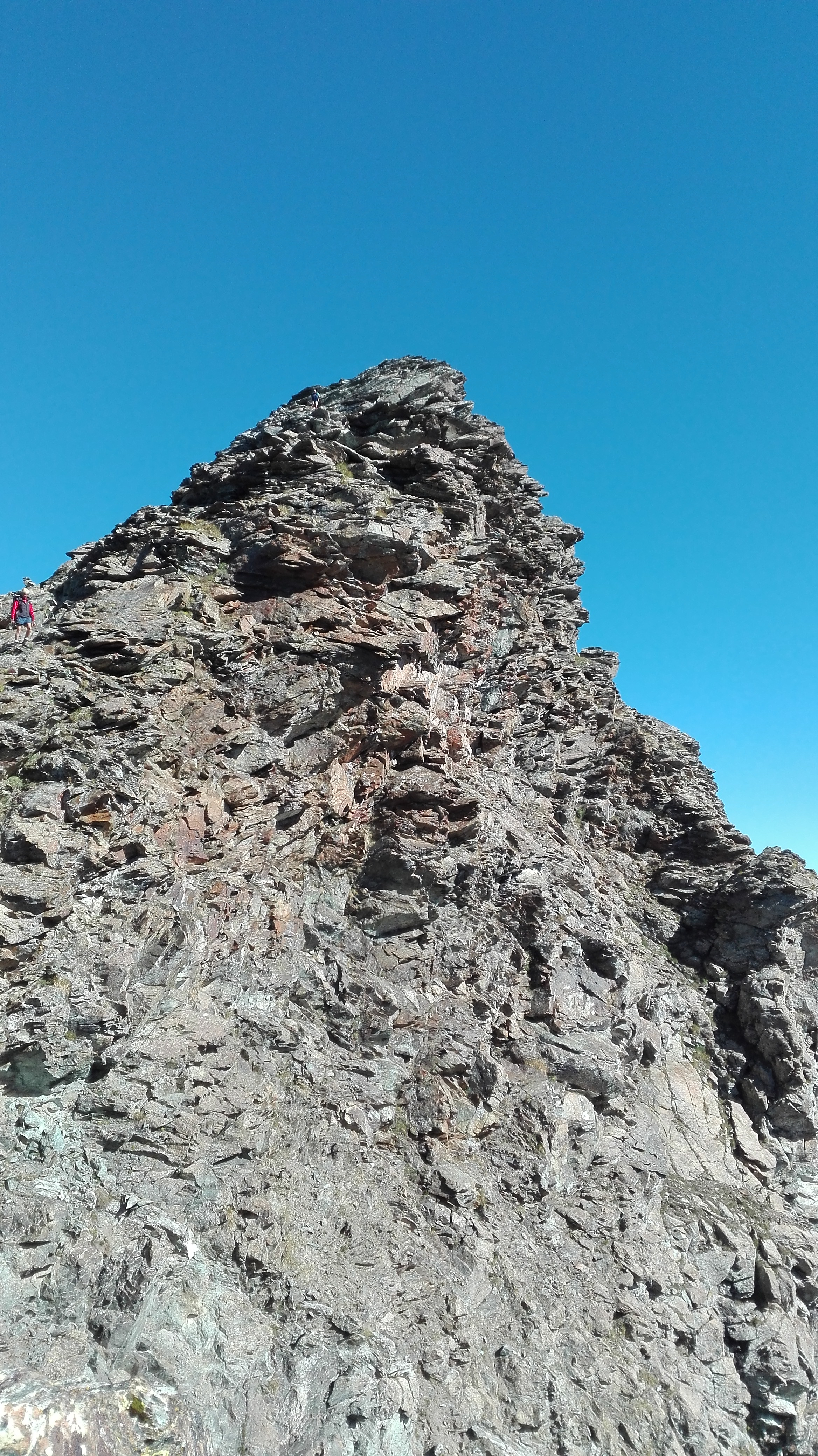
La Cima Nord dal Colletto dell'Orsiera

Quasi tutti gli itinerari di accesso alla vetta sono di tipo escursionistico o poco più; vi sono solo due itinerari effettivamente alpinistici, dei quali uno è poco battuto per via della scarsa qualità della roccia.

### Via normale
L'accesso alla vetta avviene di norma utilizzando come punto di appoggio il Rifugio Selleries (2023 m). L'itinerario si svolge quasi interamente su sentiero, ed ha difficoltà valutata EE; secondo alcune fonti l'itinerario ha però difficoltà fino a F, quindi già di tipo alpinistico.
Dal rifugio si accede al Lago Chardonnet (2560 m); da qui, si risale il franoso canalone Est, fino al Colletto dell'Orsiera. Qui giunti, mediante alcuni passaggi esposti ma non difficili su placche rocciose, si arriva in pochi minuti alle due punte.

### Cresta Sud
È una variante di difficoltà F. Si parte dalla località Saret del Campo, seguendo il sentiero per il Lago Chardonnet. Arrivati ai piedi del canalone SSE, si risale invece sulla cresta Sud, che si segue fino al Colletto dell'Orsiera, dove ci si riaggancia alla via normale.

### Parete Nord

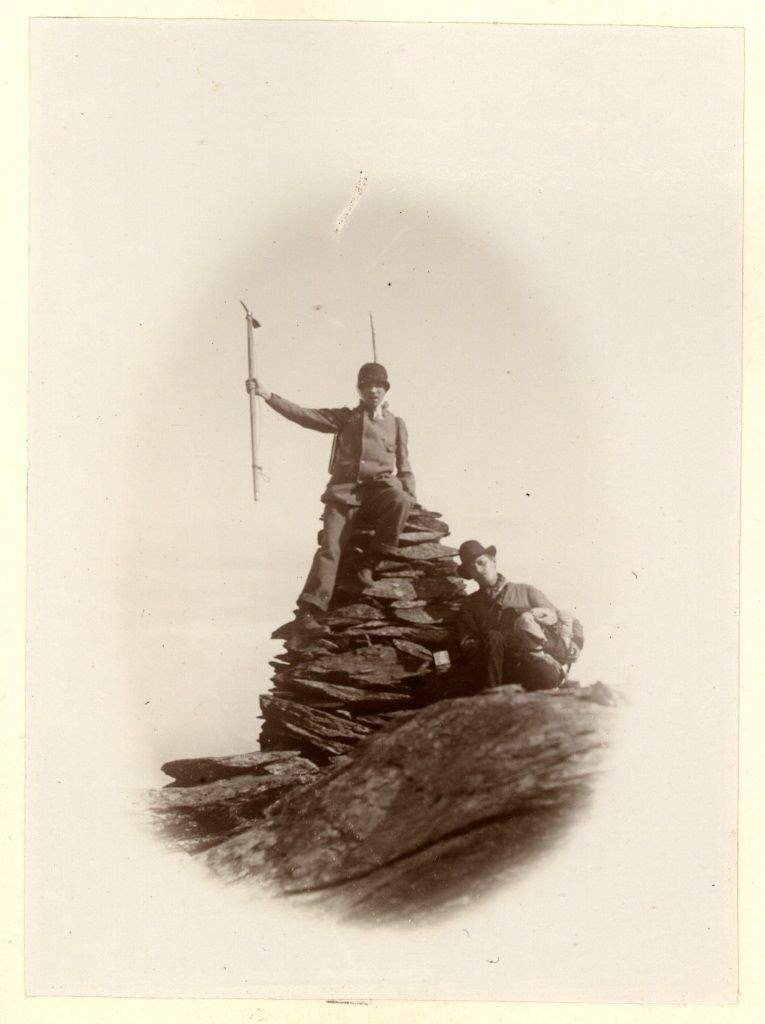
Sulla Vetta!: alpinisti a inizio Novecento sulla cima dell'Orsiera (foto M.Gabinio)

Via alpinistica piuttosto impegnativa, sia per l'esposizione a Nord, sia per la scarsa qualità della roccia. Non è molto frequentata, e non ne è nota la difficoltà complessiva.

### Cresta "Dumontel" (ENE)
Itinerario alpinistico, con difficoltà AD; fu apert nel 1909 da A. Hess, G. Dumontel, G. Fortina e O.Dumontel.
L'avvicinamento avviene dal Rifugio Selleries, seguendo il sentiero della via normale fino al Lago Chardonnet; da qui ci si sposta verso il Colle Chardonnet, tra il Monte Orsiera e la Punta Rocca Nera, dove ha inizio l'itinerario. La salita contempla passaggi di difficoltà di II e III grado ed un breve tratto attrezzato con una fune metallica; in circa 2.30 h si arriva dal Colle Chardonnet alla cima.

### Altri itinerari escursionistici
Intorno alla montagna è definito il Giro dell'Orsiera, percorso escursionistico in sei tappe atto a far conoscere le bellezze del parco naturale Orsiera - Rocciavrè.